# Diary of Our Days at the Breakwater
Diary of Our Days at the Breakwater (яп. 放課後ていぼう日誌 Хо:каго тэйбо: нисси, «Дневник волнорезного клуба») — манга, написанная и проиллюстрированная Ясуюки Косакой. Публикуется в журнале сэйнэн-манги Young Champion Retsu издательства Akita Shoten с февраля 2017 года и по состоянию на июль 2025 года издана в четырнадцати томах-танкобонах. Студией Doga Kobo манга адаптирована в формат аниме-сериала, трансляция которого проходила с апреля по сентябрь 2020 года. Также сюжет манги адаптирован в формат веб-дорамы, трансляция которой проходила с июня по август 2023 года.

## Сюжет
Хина Цуруги переехала из Токио в родной посёлок своего отца — небольшой приморский городок Асикиту, расположенный на острове Кюсю. Хина поступает на первый год старшей школы и решает провести весёлую школьную жизнь в кружке рукоделия. Однако её планы полностью изменилась, когда она повстречала Юки Куроиву, председателя рыболовного кружка «Тэйбо», члены которого занимаются рекреационным рыболовством на набережной посёлка. Узнав, что Хина учится в старшей школе «Унно», Куроива приглашает её вступить в кружок. Поначалу Хина плохо разбиралась в морских существах и не имела опыта ловли рыбы, но после вовлечения в деятельность кружка постепенно осознаёт всю прелесть и глубину данного вида промысла.

## Персонажи
Хина Цуруги (яп. 鶴木 陽渚 Цуруги Хина) — главная героиня истории, ученица первого года старшей школы. В новой школе Хина стала членом кружка спортивного рыболовства, хотя изначально планировала вступить в кружок рукоделия. Обладает очень нежной натурой. Поначалу боялась рыбачить.
Сэйю: Канон Такао; исполнение роли: Рико
Нацуми Ходака (яп. 帆高 夏海 Ходака Нацуми) — подруга детства Хины, которую та почти забыла. Как и Хина, учится на первом году старшей школы и является членом рыболовного кружка. Увлечена рыбалкой и занимается ей ещё с начальной школы. Весёлая и жизнерадостная. Имеет младшего брата. Её семья содержит ресторан.
Сэйю: Нацуми Каваида; исполнение роли: Нацуми Икэда
Юки Куроива (яп. 黒岩 悠希 Куроива Ю:ки) — председатель рыболовного кружка, учится на третьем году старшей школы. Именно она убедила Хину вступить в кружок.
Сэйю: Ю Сасахара; исполнение роли: Ноа Цурусима
Макото Оно (яп. 大野 真 О:но Макото) — старшеклассница, состоящая второй год в рыболовном кружке. Высокая девушка в очках, довольно хорошо эрудированный и надёжный человек. Начала ходить на рыбалку вместе с отцом, ещё будучи ребёнком. Во время рыбалки всегда носит спасательный жилет. Не умеет плавать.
Сэйю: Сатоми Акэсака; исполнение роли: Хинако Кикути
Саяка Котани (яп. 小谷 さやか Котани Саяка) — школьная медсестра и куратор рыболовного кружка. Очень любит кушать улов членов клуба и запивать его пивом (не к радости членов клуба).
Сэйю: Ами Косимидзу
Отец Хины (яп. 陽渚の父 Хина но тити) — бывший член рыболовного кружка, в который он вступил во время обучения в школе. Его отец (дедушка Хины) оставил множество рыболовных принадлежностей.
Сэйю: Хироаки Тадзири; исполнение роли: Кэндзи Ябэ
Сигэмацу Акаи (яп. 赤井 繁松 Акаи Сигэмацу) — заведующий магазином рыболовных принадлежностей, маскотом которого является маленький красный осьминог. Всегда рад приходу членов кружка «Тэйбо» и активно им помогает.
Сэйю: Сигэру Тиба; исполнение роли: Сёитиро Акабоси

## Медиа

### Манга
Diary of Our Days at the Breakwater, написанная и проиллюстрированная Ясуюки Косакой, публикуется в ежемесячном журнале сэйнэн-манги Young Champion Retsu издательства Akita Shoten с 21 февраля 2017 года. На июль 2025 года главы манги были скомпонованы в четырнадцать томов-танкобонов. Первый том поступил в продажу 20 октября 2017 года.
В июле 2020 года было объявлено о временной приостановке публикации манги в связи с сильным наводнением, затронувшем дом Косаки на острове Кюсю. В ноябре 2020 года стало известно, что публикация манги будет вновь приостановлена. Регулярная публикация манги была возобновлена в апреле 2021 года.

#### Список томов
| №  | Дата публикации     | ISBN                   |
| -- | ------------------- | ---------------------- |
| 01 | 20 октября 2017 г.  | ISBN 978-4-2532-5736-7 |
| 02 | 19 марта 2018 г.    | ISBN 978-4-2532-5737-4 |
| 03 | 20 ноября 2018 г.   | ISBN 978-4-2532-5738-1 |
| 04 | 19 апреля 2019 г.   | ISBN 978-4-2532-5739-8 |
| 05 | 18 октября 2019 г.  | ISBN 978-4-2532-5740-4 |
| 06 | 19 марта 2020 г.    | ISBN 978-4-2532-5741-1 |
| 07 | 18 декабря 2020 г.  | ISBN 978-4-2532-5742-8 |
| 08 | 18 ноября 2021 г.   | ISBN 978-4-2532-5743-5 |
| 09 | 20 июня 2022 г.     | ISBN 978-4-2532-5744-2 |
| 10 | 20 февраля 2023 г.  | ISBN 978-4-2532-5745-9 |
| 11 | 20 сентября 2023 г. | ISBN 978-4-2532-5746-6 |
| 12 | 20 мая 2024 г.      | ISBN 978-4-2532-5747-3 |
| 13 | 19 декабря 2024 г.  | ISBN 978-4-2532-5748-0 |
| 14 | 18 июля 2025 г.     | ISBN 978-4-2532-5749-7 |

### Аниме
Об адаптации манги в формат аниме-сериала было объявлено 16 апреля 2019 года в пятом выпуске журнала Young Champion Retsu. Его производством занялась студия Doga Kobo, на должность режиссёра был назначен Такахару Окума, сценаристом стал Фумихико Симо, дизайнером персонажей — Кацухиро Кумагаи, а композитором  — Мики Сакураи. Аниме-сериал транслировался со 7 апреля по 22 сентября 2020 года на AT-X, Tokyo MX и других телеканалах. Открывающая музыкальная тема аниме-сериала — «Sea Horizon»; закрывающая — «Tsuri no Sekai e» (яп. 釣りの世界へ Цури но сэкаи э, «К миру рыбной ловли»), исполненные Канон Такао, Нацуми Каваидой, Ю Сасахарой и Сатоми Акэсакой.
За пределами Азии аниме-сериал лицензирован стриминговым сервисом Funimation. После приобретения корпорацией Sony сервиса Crunchyroll аниме-сериал был перенесён из Funimation в каталог данного сервиса. На территории Южной и Юго-Восточной Азии аниме-сериал лицензирован компанией Muse Communication, в России — сервисом Wakanim под названием «Дневник волнорезного клуба».
15 апреля 2020 года было объявлено о том, что в связи с пандемией COVID-19 трансляция аниме-сериала с четвёртой серии будет приостановлена. 1 июня 2020 года стало известно, что трансляция аниме-сериала возобновится 7 июля с первой серии; четвёртая серия вышла 28 июля.
В июле 2020 года Агентство по рыболовству (входит в состав министерства сельского хозяйства, лесных угодий и рыбного промысла Японии) выпустило брошюру «Правила и порядки спортивного рыболовства», содержащая иллюстрации с изображением персонажей аниме-сериала.

### Веб-дорама
Об адаптации сюжета манги в формат веб-дорамы было объявлено 17 января 2023 года. Её режиссёром стал Такахиро Хориэ, а на должность сценариста был назначен Такэси Миямото. Веб-дорама транслировалась с 13 июня по 8 августа 2023 года в японском стриминговом сервисе Lemino. Основная музыкальная тема — «Watashi-tachi no Journey» (яп. わたし達のジャーニー Ватаси-тати но дзя:ни:, «Наше путешествие»), исполненная группой Kaneyorimasaru. Состоит из девяти серий.

## Приём
В июле 2021 года компания Max Factory выпустила коллекционную фигурку персонажа Хины Цуруги. На ноябрь 2021 года общий тираж манги составляет более одного миллиона проданных копий.
В путеводителе сайта Anime News Network по аниме-сериалам весны 2020 года Ник Кример, Ребекка Сильверман, Терон Мартин и Джеймс Бекетт провели обзор первой серии аниме-сериала. Ник Кример посчитал, что первая серия страдает от «структурных, повествовательных и эстетических проблем», не позволяющие передать такую же атмосферу японской глубинки, как в Laid-Back Camp, и отметил «тональное несоответствие» его содержанию и недружелюбное отношение членов рыболовного кружка к Хине. Ребекка Сильверман также раскритиковала жесткие методы членов кружка по отношению к Хине, но похвалила аниме-сериал за точный показ «положения в небольших приморских городках» и их различные виды деятельности, заключив, что он понравится любителям «неспешных историй о рыбалке», однако может не привлечь к себе зрителей, не являющихся целевой аудиторией жанра. Терон Мартин написал: «Технические достоинства здесь на приличном уровне, но ничего выдающегося, поэтому вопрос тут будет заключаться в том, смогут ли „милые девушки“ привлечь тех, кто не интересуется таким хобби. В связи с этим я отношу его к тому же разряду, что и Tamayomi: может быть смотрибельно, однако, как минимум, нужно быть восприимчивым к хобби, о котором идёт речь». Джеймс Беккет похвалил аниме-сериал за «уютное повседневное очарование», а также за «приглушённую и привлекательную» художественную работу и располагающий к себе состав сэйю. Беккет добавил, что не будет смотреть дальше, но заключает: «Тем не менее, [аниме-сериал] предоставит много образовательно-развлекательного материала для тех людей, у которых есть свои собственные тёплые воспоминания о рыбалке, а также для тех, кто заинтересован в том, чтобы узнать больше об этом промысле, заручившись поддержкой группы замечательных анимешных девушек».